# Ctenocalanus citer
Ctenocalanus citer is een eenoogkreeftjessoort uit de familie van de Clausocalanidae. De wetenschappelijke naam van de soort is voor het eerst geldig gepubliceerd in 1971 door Heron & Bowman.